# Winfried Winkelmann
Winfried Wieland Winkelmann (* 31. August 1943 in Biesenthal bei Bernau) ist ein deutscher Tumororthopäde und emeritierter Hochschullehrer. Er war von 1991 bis zu seiner Emeritierung im Jahr 2008 als Lehrstuhlinhaber für Orthopädie und Direktor der Klinik für allgemeine Orthopädie und Tumororthopädie des Universitätsklinikums Münster tätig.

## Leben
Winkelmann absolvierte seine Reifeprüfung 1964 am Justinus-Kerner-Gymnasium in Heilbronn. Nach dem Studium der Humanmedizin in Berlin, Würzburg und Heidelberg und der Promotion wurde er ab 1971 Medizinalassistent in Heidelberg und Mannheim. Seine chirurgische Weiterbildung absolvierte er in Mannheim und Ludwigshafen, ehe er seine orthopädische Facharztausbildung 1978 in Heidelberg abschloss und im gleichen Jahr eine Stelle als Oberarzt der Orthopädie an der Orthopädischen Universitätsklinik Düsseldorf antrat. Dort habilitierte er sich 1980 für das Fachgebiet Orthopädie wurde 1983 zum C3-Professor auf Lebenszeit ernannt. Mit der Berufung auf die C4-Professur in Münster im Jahr 1991 war auch die Ernennung zum Direktor der Klinik für allgemeine Orthopädie und Tumororthopädie des Universitätsklinikums Münster (damals Klinik und Poliklinik für Allgemeine Orthopädie) verbunden.
Seit seiner Emeritierung im Jahr 2008 ist er am Klinik Hamburg Eilbeck tätig. Seine Ehefrau, Susanne Fuchs-Winkelmann, ist ebenfalls Orthopädin und als Ordinaria für Orthopädie am Universitätsklinikum Marburg tätig.

## Wirken
Verschiedene Operationen gehen auf Winkelmann zurück. So beschrieb er beispielsweise als biologische Rekonstruktionen eine Variante der Rotationsplastik und die clavicula pro humero Operation.
Sein wichtigstes Forschungsverdienst stellt die seit dem Jahr 1991 von ihm in Zusammenarbeit mit dem Unternehmen implantcast entwickelte MUTARS-Prothese dar, ein modulares Tumor- und Revisionsendoprothesensystem. 1997 war er in Münster Ausrichter des jährlichen Treffens der europäischen Fachgesellschaft für Tumororthopädie (EMSOS). Winkelmann ist Mitautor einiger der bedeutendsten Studien zur Therapie orthopädischer Knochen- und Weichgewebstumoren. Er ist Herausgeber eines im Jahr 2005 erschienenen Lehrbuchs für Tumororthopädie.

## Ehrungen
- 1983: ASG-Forschungsstipendium der deutschsprachigen orthopädischen Gesellschaften[16]
- 1997: Erich-Lexer-Preis der Deutschen Gesellschaft für Orthopädie und Traumatologie (DGOT)[6]
- 2017: Auszeichnung als einer der fünf „Great Master“ der Tumororthopädie durch die International Society of Limb Salvage[17]

## Schriften (Auswahl)
- Hornhautendothelregeneration nach künstlicher Verletzung: Licht- und elektronenmikroskopische Untersuchungen. Univ. Heidelberg, Med. Fak., Diss. 1971.
- Die systematische Antibiotika-Prophylaxe in der operativen Orthopädie. Habil.-Schrift. Universität Düsseldorf, 1979, OCLC 46065916 (unveröffentlicht).
- mit Klaus-Peter Schulitz (Hrsg.): Die instrumentierte Fusion von Wirbelsäulenfrakturen und -erkrankungen. (= Die Wirbelsäule in Forschung und Praxis. Band 107). Hippokrates-Verlag, Stuttgart 1988, ISBN 3-7773-0881-1.
- (Hrsg.): Tumoren, tumorähnliche Erkrankungen (= Carl Joachim Wirth, Ludwig Zichner [Hrsg.]: Orthopädie und orthopädische Chirurgie). Thieme, Stuttgart/New York 2005, ISBN 3-13-126181-1.